# PBXL
PBXL株式会社はかつて新宿区に存在した日本のクラウドPBXプロバイダー。2006年4月にジム・ワイザーによって設立された。

## 概要
PBXL株式会社はクラウドPBXをはじめ、ビジネスフォン、UCaaS、クラウド型コンタクトセンターシステムなどを提供し、クラウドベースの通信ソリューションのパイオニアであった。 スマートフォンからでも固定電話番号での発着信を実現させ、これにより場所を問わず固定電話番号の利用を可能にした。
初の通話料定額制プランPBXL TTSを固定電話、携帯電話、そしてアメリカ・カナダ・香港など23カ国へ提供し、2013年に国内で初めて米国BroadSoft社のプラットフォームを利用した「PBXLクラウドコミュニケーション」の提供を開始した。 2015年にはニフティ株式会社（現:富士通クラウドテクノロジーズ）とパートナー契約を締結し、電話サービス「ShaMo!」の開発・プラットフォーム提供を行った。また、同年にパートナーである米BroadSoft社より買収され、ブロードソフトジャパン株式会社に社名変更した。2018年にはコンピュータ・ネットワーク機器の開発大手である米Cisco Systems社にBroadSoft社を約19億ドルで買収した為 現在はシスコシステムズ合同会社のWebexCallings事業部門と統合された。

## 沿革
2006年4月　ジム・ワイザーによって設立。登記簿上はジェームズ・ワイザーの名前で登録 
2009年　株式会社セールスフォース・ドットコムとコンサルティングパートナーシップを締結
2012年　米BroardSoft社とライセンスを契約
2013年4月　米BroardSoft社のプラットフォームを利用したサービスの受注開始 
2015年9月　ゲイトウェイ・コンピュータ株式会社と業務提携を締結
2015年11月　ニフティ株式会社（現:富士通クラウドテクノロジーズ）とパートナー契約を締結し、電話サービス「ShaMo!」の開発・プラットフォーム提供を行う
2015年11月　米BroadSoft社に買収され、ブロードソフトジャパン株式会社に社名変更
2016年11月　ビッグローブ株式会社とパートナー契約を締結
2018年　BroadSoft社がCisco Systems社に買収・吸収合併